# Euphyia immixta
Euphyia immixta là một loài bướm đêm trong họ Geometridae.